# Marisa Berenson
Pour les articles homonymes, voir Berenson.
Vittoria Marisa Schiaparelli Berenson, dite Marisa Berenson, est une actrice et ancien mannequin américaine, née le 15 février 1947 à New York (État de New York).

## Biographie

### Origine et famille

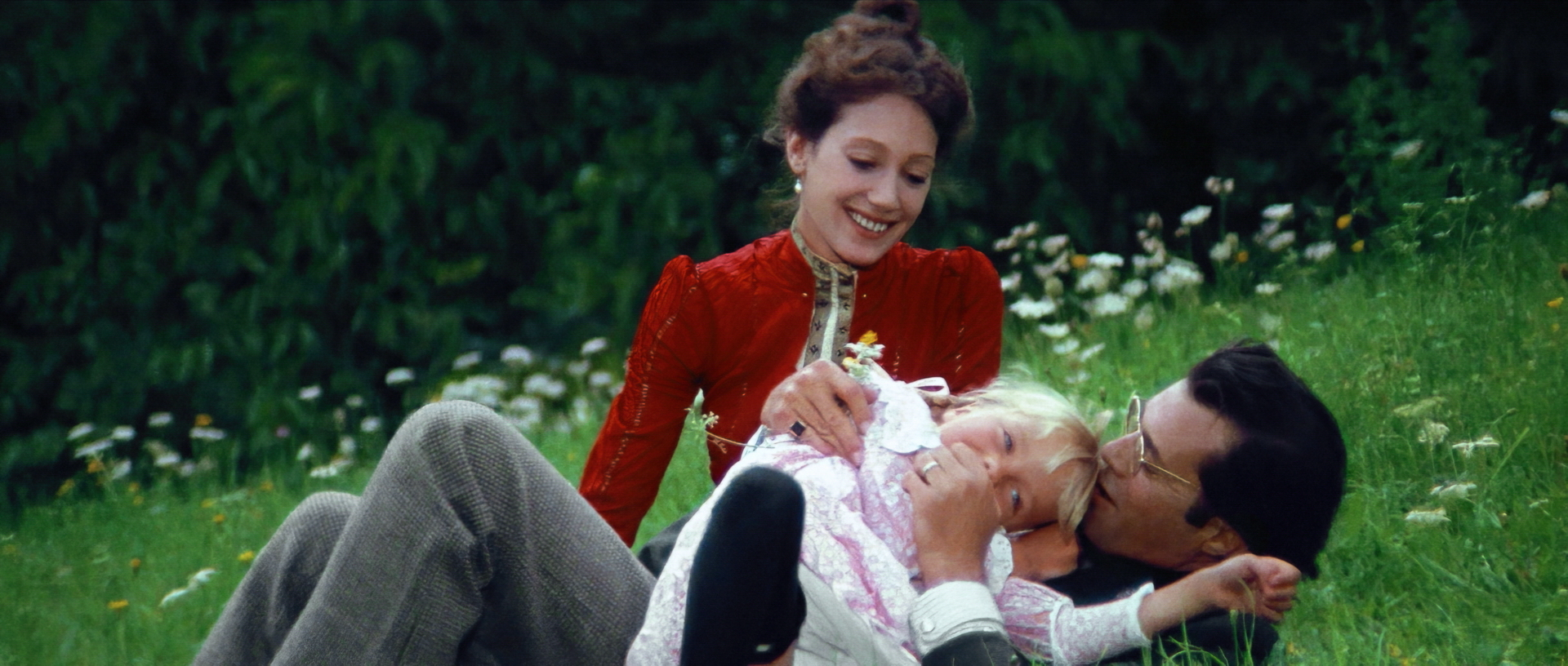
Marisa Berenson et Dirk Bogarde dans une scène de Mort à Venise (1971).

Marisa Berenson est la fille aînée de Robert Lawrence Berenson (1914-1965), diplomate américain puis armateur dans les compagnies d'Aristote Onassis. D'origine juive lituanienne, son nom de naissance est Valvrojenski, alors que sa famille avait émigré aux États-Unis en 1875 pour s'installer à Boston, prenant plus tard le nom de Berenson. Sa mère, née comtesse Maria Luisa Yvonne Radha de Wendt de Kerlor, fut appelée « Gogo », et avait des ancêtres italiens, suisses, français et égyptiens.
Du côté de sa mère, sa grand-mère est la célèbre couturière Elsa Schiaparelli, et son grand-père est le comte Guillaume de Wendt de Kerlor, théosophe et médium. Elle est l'arrière-petite-nièce de Giovanni Schiaparelli, un astronome italien. Du côté de son père, elle est liée à la famille de l'expert d'art Bernard Berenson (1865 – 1959), son oncle, et de sa sœur Senda Berenson (1868 – 1954), athlète et l'une des deux premières femmes inscrites au « Basketball Hall of Fame ».
Par ailleurs, elle est la belle-sœur de l'acteur Anthony Perkins qui avait épousé, en 1973, sa sœur cadette Berinthia (1948–2001), modèle, actrice et photographe connue sous le nom de Berry Berenson. Veuve d'Anthony Perkins, celle-ci était à bord du vol 11 American Airlines qui s'est écrasé contre la première tour du World Trade Center, le 11 septembre 2001.

### Carrière: mannequinat et cinéma

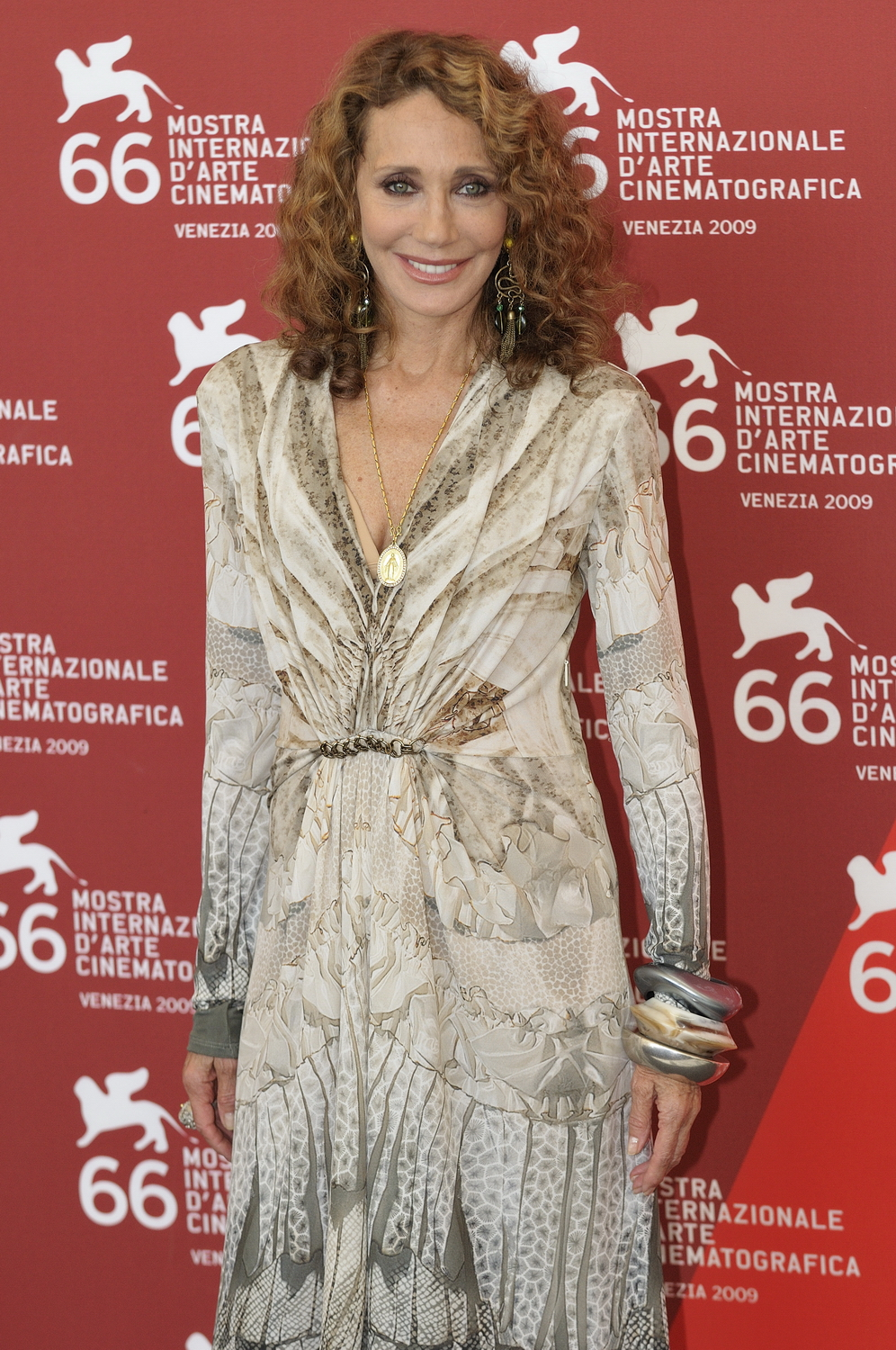
Marisa Berenson à la de Venise en 2009.

Marisa Berenson débute comme mannequin en 1964, devenant rapidement une star pour la profession, maintes fois photographiée,. Elle a été découverte par Diana Vreeland à l'âge de 16 ans. « Elle a posé son regard sur moi et a dit ‘nous devions photographier Marisa’ - et c'était tout ».
Elle déclare au New York Times : « I once was one of the highest paid models in the world » (« J'ai été l'une des mannequins les mieux payées au monde »), faisant la une de magazines comme le magazine Vogue en juillet 1970 et celle du Time le 15 décembre 1975. Durant sa carrière, elle apparaît à de nombreuses reprises dans le magazine Vogue au début des années 1970 et sa sœur Berry est elle aussi photographiée dans ce même magazine. À cette époque, elle est connue comme « The Queen of the Scene » (« La reine de la scène ») pour ses fréquentes apparitions dans les boîtes de nuit et autres lieux à la mode ; elle a également posé pour le magazine Lui. Yves Saint Laurent la cite comme « la fille des Seventies ».
Lors de la première des Damnés à New York, elle rencontre Helmut Berger. À la suite de cette histoire d'amour, elle commence une carrière au cinéma et enchaîne, en quelques années, trois films importants pour sa carrière, Mort à Venise, Cabaret et Barry Lyndon, où elle est Lady Lyndon. Elle a tourné peu de films, mais a travaillé avec de grands réalisateurs, comme Luchino Visconti, Bob Fosse, Stanley Kubrick, Blake Edwards ou Clint Eastwood.
Après un passage à Broadway, elle apparaît dans des fictions françaises. Elle a reçu, le 1er février 2010, à Vincennes, un prix Henri-Langlois pour avoir su mêler différentes activités comme mannequin, actrice, ambassadrice de l’UNESCO et écrivain.

### Vie privée
À 17 ans, elle fréquente le véliplanchiste Arnaud de Rosnay. Au début des années 1970, elle vit plusieurs mois avec Helmut Berger. Elle a fréquenté également le coureur automobile Rikky von Opel, le banquier David de Rothschild, le scénariste Tom Mankiewicz, les acteurs Clint Eastwood, Kevin Kline, Sam Shepard ou Terence Stamp,.
En 1977, elle a une fille unique, prénommée Starlite, de son mariage l'année précédente avec James Randall, un fabricant de rivets ; ils divorcent en 1978.
Son deuxième mari est Aaron Richard Golub, un avocat qu'elle épouse en 1982 pour divorcer en 1987.
Dans les années 1980, elle fréquente Le Palace et devient amie avec Vincent Darré ou Eva Ionesco.
En 2014, elle se marie à Jean-Michel Simonian.[réf. nécessaire]
Marisa Berenson vit dans une villa à la périphérie de Marrakech au Maroc. Elle pratique la méditation transcendantale et parle couramment l'anglais, l'italien et le français.

## Filmographie

### Cinéma
- 1971 : Mort à Venise (Morte a Venezia) de Luchino Visconti : Mme von Aschenbach
- 1972 : Cabaret de Bob Fosse : Natalia Landauer
- 1973 : Un modo di essere donna de Pier Ludovico Pavoni : Sibilla Ferrandi
- 1975 : Barry Lyndon de Stanley Kubrick : Lady Honoria Lyndon
- 1977 : Treize Femmes pour Casanova (Casanova & Co.) de Franz Antel : la femme du Calife
- 1979 : L'Invasion des piranhas (Killer Fish) d'Antonio Margheriti : Ann
- 1981 : S.O.B. de Blake Edwards : Mavis
- 1984 : The Secret Diary of Sigmund Freud de Danford B. Greene : Emma Herrmann
- 1984 : La Tête dans le sac de Gérard Lauzier : Vera
- 1984 : L'Arbalète de Sergio Gobbi : l'arbalète
- 1986 : Via Montenapoleone de Carlo Vanzina : Francesca
- 1986 : Flagrant Désir de Claude Faraldo : Jeanne Barnac
- 1990 : Night of the Cyclone de David Irving : Françoise
- 1990 : Chasseur blanc, cœur noir (White Hunter Black Heart) de Clint Eastwood : Kay Gibson, la star
- 1992 : Il giardino dei ciliegi d'Antonello Aglioti : Charlotte
- 1993 : Venti dal sud d'Enzo Doria : Anne de Bois
- 1995 : Le Grand Blanc de Lambaréné de Bassek Ba Kobhio : Hélène Schweitzer
- 1997 : Tonka de Jean-Hugues Anglade : Madame Pflaum
- 1997 : Elles de Luís Galvão Teles : Chloé
- 1998 : Riches, belles, etc. de Bunny Godillot : Alizéa
- 2000 : Retour à la vie de Pascal Baeumler : Stéphanie
- 2000 : The photographer de Jeremy Stein : Julie Morris
- 2000 : Primetime Murder d'Alessandro Capone : Martha Werther
- 2001 : Lisa de Pierre Grimblat : princesse Marushka
- 2001 : Lonesome d'Elke Rosthal : Verena
- 2004 : People de Fabien Onteniente : Daniella
- 2005 : Appelez-moi Kubrick (Colour Me Kubrick) de Brian W. Cook : Alex Witchwell
- 2005 : Le Plus Beau Jour de ma vie de Julie Lipinski : Barbara
- 2007 : 24 Mesures de Jalil Lespert : la mère
- 2008 : Vote and die : Liszt for President de Mark Mitchell : Dr Elizabeth Dyson
- 2009 : Cinéman de Yann Moix : Lady Lyndon
- 2009 : La Traversée du désir d'Arielle Dombasle : elle-même
- 2010 : Amore (Io sono l'amore) de Luca Guadagnino : Allegra Rori Recchi
- 2010 : Matrimoni e altri disastri de Nina Di Majo : Lucrezia
- 2010 : Jésus, les sentiers de la révélation (The Disciple) d'Emilio Ruiz Barrachina : Marie
- 2011 : Gigola de Laure Charpentier : Solange
- 2011 : HH, Hitler à Hollywood de Frédéric Sojcher : elle-même
- 2013 : Duo d'escrocs (The Love Punch) de Joel Hopkins : Clothilde
- 2013 : Opium d'Arielle Dombasle : marquise Casati
- 2014 : Marisa Berenson, en toute intimité documentaire de Bertrand Tessier : elle-même
- 2016 : Branagh Theatre Live : Romeo and Juliet de Benjamin Caron, mise en scène Rob Ashford (en) et Kenneth Branagh : Lady Capulet
- 2020 : Broken Poet d'Emilio Ruiz Barrachina : Kathy Madison
- 2022 : The Bay de Drasko Djurovic : Lady Ann Kavendish
- 2023 : DogMan de Luc Besson : l'aristocrate
- 2024 : Belle Enfant de Jim : Rosalyne
- 2024 : Ma famille chérie d'Isild Le Besco : la reine
- 2025 : Melpomène de Charlotte Dauphin

### Télévision
- 1967 : Coronet Blue, épisode Faces de Robert Stevens (série TV) : Mary Marclay
- 1980 : Tourist de Jeremy Summers (téléfilm) : Marian
- 1980 : Playing for Time de Daniel Mann (téléfilm) : Elzvieta
- 1983 : Bel-Ami de Pierre Cardinal (mini série) : Clotilde de Marelle
- 1985 : Equalizer, saison 1, épisode 13 Back Home d'Alan Meztger (série TV) : Andrea Browne
- 1986 : La Griffe du destin (Sins) de Douglas Hickox (mini série) : Luba Tcherina
- 1986 : Madame est servie, saison 2, épisode 21 Sins d'Asaad Kelada (série TV) : Geneviève Psecher
- 1986 : ABC Afterschool Specials, saison 14, épisode 7 Getting even: a wimp's revenge de James Scott (en) (série TV) : Liz Childs
- 1987 : Le Gâchis de Franco Rossi (mini série) : Nina
- 1988 : Hemingway de Bernhard Sinkel (mini série) : Pauline Pfeiffer
- 1988 : Guerra di spie de Duccio Tessari (mini série) : Isabella de Ambrosis
- 1989 : Oceano de Ruggero Deodato (mini série) : Muneca Chavez
- 1990 : Passez une bonne nuit de Jeannot Szwarc (téléfilm) : Barbara Jenkins
- 1990 : Détective Gentleman, saison 1 épisode 6 Schatten der Vergangenheit de Robert Young (mini série) : Ann Ryder
- 1990 : L'Enfant des loups de Philippe Monnier (téléfilm) : Radegonde
- 1991 : Les Cadavres exquis de Patricia Highsmith (Chillers), saison 1, épisode 4 L'Amateur de frissons (The Thrill Seeker) de Roger Andrieux et Mai Zetterling (série TV) : professeur Rebecca Vernay
- 1991 : Hollywood Detective, saison 1, épisode 3 Romanoff a clef (série TV) : Dorothy Parker
- 1992 : Arabesque, saison 8, épisode 11 Danse diabolique d'Alexander Singer (série TV) : Claudia Cameron
- 1992 : Notorious de Colin Bucksey (téléfilm) : Katarina Sebastian
- 1995 : Le Chagrin des Belges de Claude Goretta (mini série) : Madame Laura
- 1996 : Maigret et la tête d'un homme de Juraj Herz, épisode 21 (série tv) : Madame Crosby
- 1998 : Maintenant et pour toujours de Joël Santoni et Daniel Vigne (téléfilm) : Marianne
- 2001 : Amo il tuo nemico 2 de Damiano Damiani (téléfilm) :
- 2004 : Commissaire Valence, saison 1, épisode 3 Machination de Vincenzo Marano (série tv) : Madame Irène
- 2004 : Julie, chevalier de Maupin de Charlotte Brändström (téléfilm) : Madame de Maintenon
- 2005 : Vénus et Apollon, saison 1, épisode 13 Soin défraîchi d'Olivier Guignard (série tv) : Albina de Braise
- 2005 : Le juge est une femme, saison 11, épisode 1 La Petite Marchande de fleurs de Christian Bonnet (série tv) : Julie de Berg
- 2006-2007 : Mafiosa, le clan, saison 1 de Louis Choquette (série tv) : Caterina Paoli
- 2007 : Mystère de Didier Albert (mini série) : Hélène de Lestrade
- 2010 : Il Peccato e la vergogna, épisodes 1 et 3 (série TV) : Elena Fontamara
- 2010 : Caldo criminale d'Eros Puglielli (téléfilm) : Lucrezia
- 2011 : Le Sang de la vigne, saison 1, épisode 2 Le Dernier Coup de Jarnac de Marc Rivière (série tv) : Shirley
- 2014 : La Collection : Ecrire pour... la trentaine vue par des écrivains, épisode Rosa Mystica d'Eva Ionesco et Simon Liberati (série TV) : Marianne
- 2020 : Mongeville, épisode Le Bal des Tartuffes de Denis Malleval : Margot Chabert
- 2021 : Frérots (série TV) : Liliane Frémont
- 2022 : Juliette dans son bain de Jean-Paul Lilienfeld : Veronica
- 2025 : Escort Boys (saison 2) de Ruben Alves

## Théâtre
- 2018-2019 : Berlin Kabarett de et mis en scène par Stéphan Druet, théâtre de Poche-Montparnasse

## Publications
- Au-delà du miroir : La recherche intérieure, Paris, Michel Lafon, 1995, 288 p. (ISBN 978-2-7021-3965-3) (en français)
- Moments intimes, Paris, Éditions Calmann-Lévy, 2009, 288 p. (ISBN 978-2-7021-3965-3)